# Biomolécule

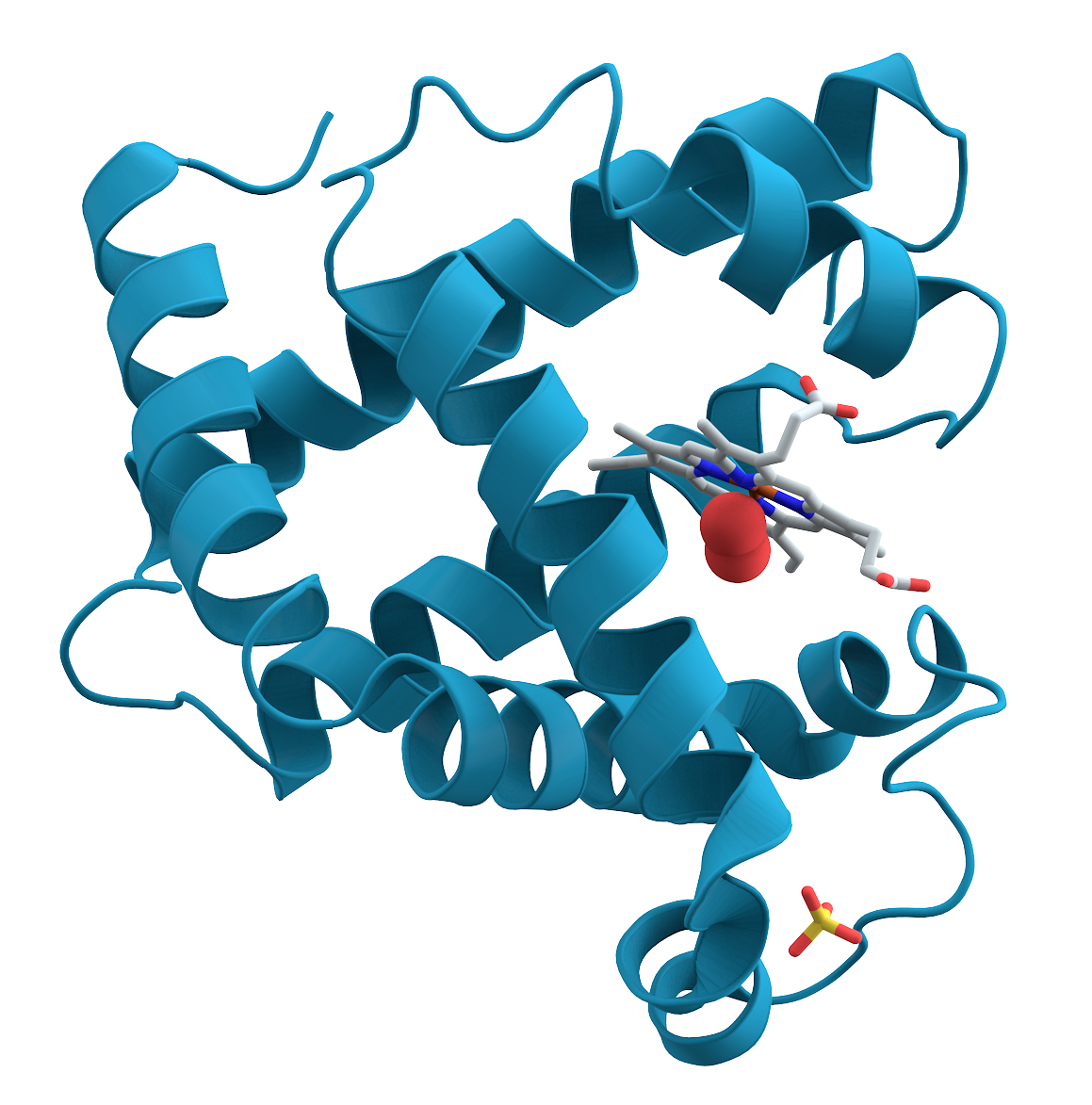
Une représentation de la structure 3D de la myoglobine, représentant des hélices alpha. Cette protéine fut la première dont la structure a été identifiée par cristallographie aux rayons X en 1958.

Une biomolécule est une molécule présente naturellement dans un organisme vivant et qui participe à son métabolisme et à son entretien, par exemple les glucides, les lipides, les protéines, et les acides nucléiques. On parle aussi de biomolécules pour des molécules identiques à celles trouvées dans le vivant, mais obtenues par d'autres moyens, par exemple dans les conditions qui prévalent dans l'espace (thème de l'exobiologie) ou dans des processus purement géophysiques.
Les molécules de grande taille peuvent être appelées macromolécules. Elles peuvent être classées en tant que biopolymères (lignine, cellulose, actine F, microtubule, etc.) ou en tant que macromolécules naturelles (protéines, acides nucléiques, etc.). Ces macromolécules peuvent avoir une structure primaire, secondaire, tertiaire, quaternaire. 